# 레이 해리하우젠
레이몬드 "레이" 해리하우젠(영어: Raymond Frederick "Ray" Harryhausen, 1920년 6월 29일 ~ 2013년 5월 7일)은 미국의 시각 효과 제작자, 작가, 영화 제작자로, '다이나메이션'으로 알려진 스톱 모션 모형 애니메이션의 한 형태를 창시하였다.
그의 기억될 만한 작품으로는 그의 스승 윌리스 H. 오브라이언과 함께 작업하여 아카데미 시각효과상을 수상한 《마이티 조 영》(1949)의 애니메이션, 그의 첫 번째 컬러 영화인 《신밧드의 항해》(1958), 유명한 일곱 해골 전사와의 전투가 등장하는 《아르고》(1963), 그의 은퇴작인 《타이탄 족의 멸망》(1981) 등이 있다.
해리하우젠은 1960년 이후로 영국의 런던으로 옮겨 가 2013년 사망하기 전까지 그곳에서 살았다. 생전에 그의 영화에서 사용된 특수 효과의 혁신적인 스타일은 조지 루카스, 스티븐 스필버그, 존 래시터, 피터 잭슨, 존 랜디스, 조 단테, 팀 버튼 등 여러 영화제작자들에 영감을 주었다.
2013년 지병으로 치료를 받다가 세상을 떠났다.

## 필모그래피
- 《다리 놓기》(How to Build a Bridge, 1942년): 제작자
- 《튤립스 쉘 그로우》(Tulips Shall Grow, 1942년): 수석 애니메이터
- 《과달카날》(Guadalcanal, 1943년): 감독
- 《마더구스 이야기》(Mother Goose Stories, 1946년): 제작자
- 《빨간모자 이야기》(The Story of Little Red Riding Hood, 1949년): 제작자, 애니메이터
- 《마이티 조 영》(Mighty Joe Young, 1949년): 선임 기술자
- 《라푼젤 이야기》(The Story of Rapunzel, 1951년): 제작자
- 《한젤과 그레텔 이야기》(The Story of Hansel and Gretel, 1951년): 제작자
- 《미다스 왕 이야기》(The Story of King Midas, 1953년): 제작자
- 《심해에서 온 괴물》(The Beast from 20,000 Fathoms, 1953년): 시각효과
- 《놈은 바닷속으로부터 왔다》(It Came from Beneath the Sea, 1955년): 시각효과
- 《동물의 왕국》The Animal World, 1956년): 효과 기술자
- 《지구 대 비행접시》(Earth vs. the Flying Saucers, 1956년): 특수촬영, 애니메이션 효과
- 《지구에서 2천만 마일》(20 Million Miles to Earth, 1957년): 시각효과
- 《신밧드의 7번째 모험》(The 7th Voyage of Sinbad, 1958년): 조연출, 시각효과
- 《걸리버 여행기》(The Three Worlds of Gulliver, 1960년): 시각효과
- 《신비의 섬》(Mysterious Island, 1961년): 특수시각효과
- 《아르고 황금 대탐험》(Jason and the Argonauts, 1963년): 조연출, 시각효과
- 《달의 첫 인간》(First Men in the Moon, 1964년): 조연출, 시각효과
- 《공룡 100만년》(One Million Years B.C., 1966년): 특수시각효과
- 《공룡 지대》(The Valley of Gwangi, 1969년): 조연출, 시각효과
- 《신밧드의 대모험》(The Golden Voyage of Sinbad, 1974년): 제작, 시각효과
- 《신밧드와 호랑이 눈알》(Sinbad and the Eye of the Tiger, 1977년): 제작, 시각효과
- 《타이탄 족의 멸망》(Clash of the Titans, 1981년): 제작, 시각효과
- 《거북이와 토끼》(The Story of The Tortoise & the Hare, 2003년): 감독, 공동제작, 애니메이터

## 같이 보기
- 필 티페트